# إيريكا كينيدي
إيريكا كينيدي (بالإنجليزية: Erica Kennedy)‏ (24 مارس 1970، كوينز في الولايات المتحدة - 13 يونيو 2012، ميامي بيتش في الولايات المتحدة)؛ صحفية، كاتِبة وروائية أمريكية.